# Brachyctenistis subnigra
Brachyctenistis subnigra là một loài bướm đêm trong họ Geometridae.